# Saint-Germain-la-Blanche-Herbe

Saint-Germain-la-Blanche-Herbe este o comună în departamentul Calvados, Franța. În 1 ianuarie 2022 avea o populație de 2.493 de locuitori.